# WWF North American Heavyweight Championship
O WWF North American Heavyweight Championship foi um título da World Wrestling Federation (WWF), de 1979 até 1981. Ele é considerado o antecessor do Intercontinental Championship, já que Pat Patterson unificou os dois. Houve somente três campeões, sendo que os mesmos ficaram todos com o título em posse mais por mais de 100 dias.

## Lista de reinados combinados
| Posição | Lutador         | # de reinados | Dias combinados |
| ------- | --------------- | ------------- | --------------- |
| 1.      | Seiji Sakaguchi | 1             | 475             |
| 2.      | Ted DiBiase     | 1             | 175             |
| 3.      | Pat Patterson   | 1             | 142             |